# Хафсіди
Хафсіди (араб. الدولة الحفصية, al-Dawla al-Hafsīya; араб. الحفصيون‎, al-Ḥafṣiyūn) — ісламська сунітська берберська династія, що правила в Іфрикії у 1229–1574 роках. Держава цієї династії охоплювала землі у Північній Африці, на території сучасного Тунісу, Алжиру й західної Лівії. Столиця розташовувалася в Тунісі. Правителі держави носили титул халіфів, повелителів правовірних. Назва держави — Туніський султанат, Туніський халіфат, Хафсідське королівство.

## Назва
- Хафсіди (від англ. Hafsids)
- Хафсійська династія — від імені засновника Мухаммеда бін Абу Хафса.
- Хафси

## Історія
Хафсіди були правителями Іфрикії (територія сучасного Тунісу, східного Алжиру і західної Лівії) при династії Альмохадів до 1229 року, коли Абу Закарія (1228—1249) оголосив незалежність Іфрикії. Після проголошення незалежності від Альмохадів, Абу Закарія організував власну адміністрацію і побудував місто Туніс, в яке переніс економічний та культурний центр своєї днржави. В ті часи в країну прибуло багато мусульман з Аль-Андалуса, які рятувались від іспанської Реконкісти. Абу Закарія також завоював у 1242 році Королівство Тлемсен в західному Алжирі і зробив місцеву династію Заянідів (Абдалвадідів) своїми васалами.
Його наступник Мухаммад I аль-Мустансир (1249—1277) взяв собі титул халіфа. При ньому, в 1270 Туніс зазнав нападу християн в рамках Восьмого хрестового походу на чолі з французьким королем Людовіком IX Святим, але після розповсюдження серед хрестоносців хвороб і смерті короля зміг відкупитися, зобов'язавшись виплачувати данину королю Сицилії.
У XIV столітті відбулася тимчасова криза. Між 1347 і 1357 роками країну двічі завойовували Мариніди з Марокко. Однак Мариніди не змогли перемогти бедуїнів, і завдяки бедуїнам Хафсіди змогли повернули собі владу. У цей період чисельність населення Іфрикії значно впала через епідемії чуми, що ще більше послабило правління Хафсидів.
При Абд аль-Азізі II (1394—1434) в країні посилилося берберське піратство, спрямоване проти християнських кораблів і прибережних поселень. 1429 року Хафсіди напали на острів Мальта і захопили 3 000 рабів, хоча вони не завоювали острів. Прибуток від продажу рабів використовувався для великої будівельної програми та для підтримки мистецтва та культури. Однак піратство також спровокувало помсту з боку Арагону та Венеції, які кілька разів напали на прибережні міста Хафсидів.
За часів правління 21-го султана Усмана I (1435—1488 рр), держава хафсідів досягла найбільшого політичного, військового та економічного піднесення внаслідок розвитку караванної торгівлі з транссахарським регіонами та Єгиптом, а також морської торгівлі з Венецією та Арагоном. Усман захопив Триполітанію в 1458 р і призначив губернатора Уаргли в 1463. Він організував дві експедиції в Тлемсен в 1462 і 1466 роках і зробив Заянідів своїми вассалами. Ваттасидська держава в Марокко також стала вассалом Усмана і, відповідно, увесь Магриб на недовгий період було об'єднано під керівництвом Хафсідів. Проте, за смертю Усмана відбулося кілька слабких короткочасних правлінь і палацових переворотів і держава виявилась знову ослабленою.
Мухаммад V, праонук халіфа Усмана I, сприяв новому піднесенню північноафриканського піратства. 1503 року він дозволив братам Аруджу і Хізиру Барбароссам отаборитися на острові Джерба, а згодом перенести свою базу у Ла-Гулетт біля Тунісу, а у 1508 році надав дозвіл Куртоглу Мусліхіддин-реїсу, ще одному османському корсару використовувати в якості бази туніське місто Бізерта. Корсари використовували бази в Тунісі для нападів на християнські судна та поселення в західному Середземномор'ї, натомість султан мав отримувати п'яту частину від здобичі, захопленої корсарами. Підтримка берберських корсарів значно погіршило відносини хафсідів з державами Західного Середземномор'я. В спробах боротись з піратством іспанці почали захоплювати їх бази на узбережжі Іфрикії, що послабило авторитет халіфа. Бедуїни та міста султанату стали переважно незалежними, залишивши під фактичним контролем Хафсидів лише Туніс та Константіну.

## Боротьба між османськими корсарами і Іспанією
На початку XVI століття династія Хафсідів опинилася втягнутою у війну Іспанії проти берберських корсарів, яких підтримувала Османська імперія з території Алжиру. 1534 року колишній успішний берберський корсар, а тепер капудан-паша (верховний адмірал) османського флоту Хайр ад-Дін Барбросса захопив Туніс й утримував його протягом року, внаслідок чого в 1535 році Хафсіди прийняли іспанський протекторат і закликали їх на допомогу. Через рік війська Карла V, короля Іспанії та імператора Священної Римської імперії відбили Туніс, вигнали османів і відновили владу хафсідського правителя Мулая Хасана.
1569 року османи вдруге захопили Туніс й протрималися в ньому чотири роки. 1573 року Хуан Австрійський відвоював Туніс й повернув Хафсідам, але наступного 1574 року османський флот на чолі з колишнім корсаром Улучем Алі-пашею знову, і цього разу остаточно завоював Туніс. Османи заарештували останнього правителя династії, халіфа Мухаммеда VI, й відправили до Стамбула, де його було страчено через обвинувачення в співпраці з іспанцями. Османські султани перейняли від нього титул халіфів, оскільки на той час вже підкорили Мекку і Медину. Іспанці врятували частину представників династії Хафсідів від османської різанини, вивізши їх на острів Тенерифе на Канарах.